# Albert A-60
Albert A-60 byl francouzský jednomotorový, dvoumístný, převážně dřevěný, sportovní a cvičný dolnoplošník navržený a postavený ve Francii na počátku 30. let firmou Albert-Aéronautique (později Societe Anonyme des Avions Albert) z francouzského Drancy. Byly postaveny tři varianty A-60, A-61 a A-62, které létaly s různými motory.

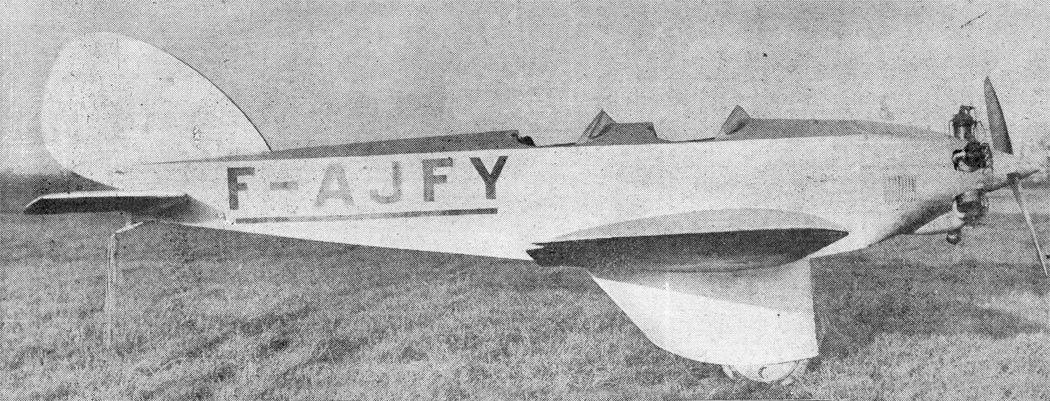
Albert A-60 (Les Ailes 1930)

## Vznik a vývoj
Společnost Albert-Aéronautique sídlila v Drancy nedaleko pařížského letiště Le Bourget. Konstrukce letounu Albert A-60 vycházela z předchozích prací Edouarda Alberta. První A-60 poprvé vzlétl koncem roku 1930. V roce 1931 mu byl vyměněn motor Walter NZ-70 za novější verzi Walter Vega o vzletovém výkonu 66 kW (90 k). Druhé letadlo, A-61, bylo vyrobeno s výkonnějším, sedmiválcovým hvězdicovým motorem Salmson 7Ac o výkonu 71 kW (95 k) a bylo o 0,5 m delší než A-60. Dosahovalo max. rychlosti 185 km/h. Tento letoun uskutečnil první let 9. září 1931. Třetí verze A-62 létala s řadovým motorem s 71 kW (95 k) Renault 4Pb. Zvýšený výkon nových motorů u verzí A-61 a A-62 přirozeně zlepšil výkonové charakteristiky: A-62 byl oproti A-60 o 30 km/h rychlejší v maximální rychlosti (202 km/h) a o 25 km/h rychlejší v cestovní rychlosti (185 km/h). Letoun vystoupal až na 6800 m. Hmotnost letounu byla nižší o 5 kg, ale dolet se snížil na 750 km.

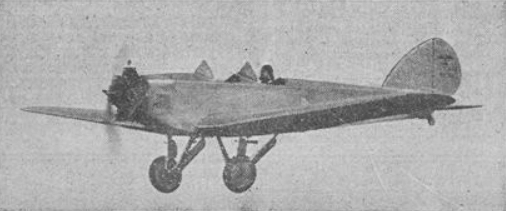
Albert A-60 s upraveným podvozkem (Les Ailes 1932)

## Popis letounu
Letoun A-60 byl celodřevěný konzolový jednoplošník. Křídlo bylo vyrobeno ze tři částí, s obdélníkovým středním dílem zapuštěným do trupu a dvěma vnějšími, které se směrem ke konci mírně zužovaly a zaokrouhlovaly. Tyto vnější části křídla nesly křidélka o délce 3,48 metru, která zabírala větší část odtokové hrany křídla. Křídlo bylo konstrukčně navrženo a vyrobeno ze dvou nosníků a bylo pokryto překližkou. Vnější části křídla byly snadno demontovatelné. Za kokpity byl v trupu i zavazadlový prostor. "Kalhotový" podvozek A-60 s aerodynamickými kryty byl z robustních nezávisle odpružených duralových ramen a byl doplněn ostruhou. Rozchod kol byl 1,90 m.
Trup letounu byl celodřevěný, v průřezu pravoúhlý, a skládal se ze 4 nosníků potažených překližkou. Horní část trupu byla ve svislé ose podélně dělená se dvěma střechovitě skloněnými plochami. Trup byl rozdělen několika přepážkami z dýhy. V trupu byly dva otevřené kokpity s malými čelními skly, první byl umístěn asi ve třetině délky a druhý za ním, v úrovni odtokové hrany křídla. Letoun byl vybaven odpojitelným zdvojeným řízením. Trup se zužoval směrem k ocasu, který měl konvenční konstrukci. Vodorovná část ocasu se zaoblenými konci byla umístěna ve výšce trupu. Svislá ocasní plocha vycházela z konce trupu, její pohyblivá část byla za letounem. Motor Walter NZ-70 byl upevněn na loži z duralových trubek.
V létě 1932 Edouard Albert letoun A-60 mírně upravil. Jeho podvozek, který měl původně kola nesena uzavřeným "kalhotovým" podvozkem, byl nahrazen trubkovou, trojdílnou konstrukcí. Výrobce Edouard Albert prováděl osobně zkoušky takto transformovaného stroje.

## Použití
První letoun A-60 byl imatrikulován 18. února 1930 a létal s označením F-AJFY. Jeho modifikace A-61 byly zaneseny do francouzského leteckého rejstříku 1. října 1931 (F-AJFZ) a ve stejný den i A-62 s imatrikulací F-ALOT.
V roce 1931 uspořádal Edouard Albert reklamní turné a zúčastnil se ve Francii několika leteckých soutěží v naději, že přiláká potenciální zákazníky. Nový letoun A-60 s motorem Walter Vega na veřejnosti představil 31. května 1931 při mítinku "F.A.N." na letišti Orly, letoun A-60 přihlásil do mezinárodní soutěže konané 4.-5. července 1931 na letišti Aulnat (Aéroport Clermont-Ferrand Auvergne) za pořadatelství klubu l'Aéro-Club d'Auvergne a také do Poháru Dunlop (Dunlop Cup), který se za pořadatelství l'Aéronautique Club de France uskutečnil od 23. do 30. srpna 1931. Ve startovní listině více než 30 konkurentů figuroval s letadlem Albert A.60 a s motorem Walter-Vega 85 k. O měsíc později se dva letouny A-61 a A-62 zúčastnily Národní soutěže turistických letadel. Této akce, konané od 21. září 1931, se novém pařížském letišti Orly zúčastnilo devět letadel od osmi výrobců. Letoun Albert A-61 s motorem Salmson o výkonu 95 koní pilotoval samotný výrobce Edouard Albert; druhý Albert (A-62), vybavený Renaultem 95 k, pilotoval Sautereau. Soutěž pokračovala od 5. do 13. října soutěžním, etapovým, okružním letem v délce přibližně 3 600 km po francouzském "venkově" (Saint-Quentin, Chaumont, Nancy, Štrasburk, Mulhouse, Dijon, Lyon, Montélimar, Avignon, Cannes, Marseille, Nîmes, Montpellier a zpět na pařížské Orly). Během první etapy 5. října 1931 havaroval A-62, inženýr Paul Breyrich zahynul a pilot Sautereau se vážně zranil. Na pařížském Orly byl 15. října vyhlášen vítězem letoun Caudron C.232 Luciole a na druhém místě skončil Delart, kterému místo pilota po 1.etapě přepustil E. Albert, na A-61.
Všechny tyto sportovně-reklamní akce se však minuly účinkem. Žádné objednávky na tyto letouny se nekonaly, proto byly vyrobeny pouze zmíněné, první tři letouny.
V roce 1999 bylo v jedné francouzské farmě (přesněji řečeno ve stodole) v departmentu Aisne objeveno torzo letounu A-61 s odmontovanými křídly a bez motoru. Letoun byl roku 2013 předán společnosti Espace Air Passion, je uložen v muzeu (Musée Régional de l'Air) a čeká na svoji renovaci.

## Varianty

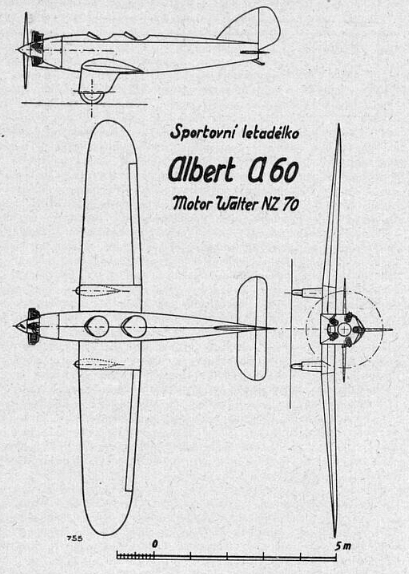
Albert A-60 (3D skica, Letectví, květen 1931)

- A-60 - Letoun s pětiválcovým hvězdicovým motorem Walter NZ-70 (modifikovaná varianta Walter NZ-60) o jmenovitém výkonu 52 kW (70 k). Motor byl později vyměněn za nástupce původního NZ-70, což byl motor Walter Vega o jmenovitém výkonu 62,5 kW (85 k) při 1750 ot/min.[14] První let se uskutečnil počátkem roku 1930.
- A-61 - Letoun se sedmiválcovým hvězdicovým motorem Salmson 7Ac o jmenovitém výkonu 71 kW (95 k) a vzletovém 78 kW (105 k) při 1 800 ot/min. První let se uskutečnil 9. září 1931.
- A-62 - Letoun se čtyřválcovým řadovým motorem Renault 4Pb o výkonu 71 kW (95 k). Létal od září 1931.

## Uživatelé

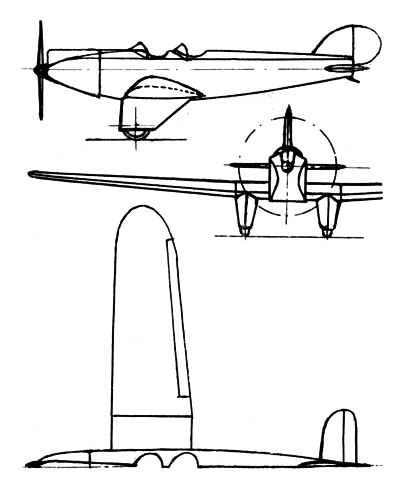
Albert A-62 (3D skica, Aerophile Salon 1932)

- Francie
  - Albert-Aéronautique

## Specifikace
Údaje pro A-60 s motorem Walter Vega dle

### Technické údaje
- Posádka: 2
- Rozpětí: 11,45 m
- Délka: 7,00 m
- Výška: 2,65 m
- Nosná plocha: 15,0 m2
- Plošné zatížení: 50 kg/m2
- Hmotnost prázdného letounu: 420 kg
- Vzletová hmotnost: 750 kg
- Pohonná jednotka: 1× vzduchem chlazený hvězdicový pětiválcový motor Walter Vega
- Výkon pohonné jednotky:
  - maximální, vzletový: 90 k (66,2 kW) při 1800 ot/min
  - nominální, jmenovitý: 85 k (62,5 kW) při 1750 ot/min
- Vrtule: dvoulistá dřevěná s pevnými listy

### Výkony
- Maximální rychlost: 172 km/h
- Cestovní rychlost: 160 km/h
- Nejmenší rychlost: 60 km/h
- Dostup: 4 000 m
- Dolet: 1 000 km
- Stoupavost: 8 minut do 1000 m, 18 min. do 2000 m a 34 min. do 3000 m
- Spotřeba paliva: 10 l/100 km